# ピオリア・スポーツ・コンプレックス
ピオリア・スポーツ・コンプレックス（Peoria Sports Complex）は、アリゾナ州フェニックスのサバーブであるピオリアの、ベル・ロード沿いの中心商業地区の近くにある、野球の複合施設である。メインスタジアム（ピオリア・スタジアム）と12面の練習グラウンドを持つ。アリゾナ・フォールリーグのホームスタジアムのうちの1つである。
スプリングトレーニングでは、カクタス・リーグに属するサンディエゴ・パドレスとシアトル・マリナーズの2チームがホームグラウンドとしている。両チームとも2034年までスプリングトレーニングのため施設を借りている。
2016年から2年間、北海道日本ハムファイターズが一軍の春季1次キャンプを行っていた。
また、2002年から毎年夏、ワープド・ツアーの公演が行われている。